# Víctor Fernández
Víctor Fernández Braulio (Zaragoza, 1960. november 28. –) spanyol labdarúgó, labdarúgó-menedzser.

## Pályafutása

### Játékosként
Fernández játékosként az alacsonyabb osztályú Sariñena csapatának labdarúgója volt.

### Edzőként
Fernández 1988 és 1990 között a Real Zaragoza másodedzője volt, 1990 és 1991 között a klub második számú csapatának trénere volt a spanyol harmadosztályban. 1991-ben nevezték ki az élvonalbeli első számú csapat vezetőedzőjének Ildo Maneiro helyére. A csapat edzőjeként az 1993–1994-es szezonban spanyol kupagyőzelemig vezette a csapatot, a rákövetkező idényben pedig a Kupagyőztesek Európa-kupájának döntőjébe vezette a csapatot, ahol a Zaragoza hosszabbítás után győzött az Arsenal csapata ellen. 1997-ben a Tenerife vezetőedzője volt, majd 1998-ban szerződtette őt a Celta Vigo csapata, amellyel 2000-ben Intertotó-kupagyőztes lett. 2002 és 2004 között az élvonelbeli Real Betis edzőjeként dolgozott, 2004 nyarán pedig szerződtette őt az UEFA-bajnokok ligája címvédő portugál Porto; a csapattal ezüstérmet szerzett a Valencia elleni UEFA-szuperkupa döntőben, valamint megnyerte a portugál szuperkupa és az Interkontinentális kupa döntőjét. A portugál bajnokságban egy Braga elleni vereség után 2005 januárjában menesztették a Porto éléről, és 2006-ban visszatért a Zaragoza csapatához. 2010 ismét a Real Betis vezetőedzője volt. 2013-ban a belga Gent, 2014 és 2015 között pedig a spanyol élvonalba feljutott Deportivo de La Coruña alkalmazásában állt. 2018 és 2020 között ismét a spanyol másodosztályú Zaragoza csapatánál vállalt munkát.

## Sikerei, díjai

### Edzőként
- Real Zaragoza
  - Kupagyőztesek Európa-kupája: 1994–95
  - Spanyol kupa: 1993–94
- Celta Vigo
  - Intertotó-kupa: 2000
- Porto
  - Interkontinentális kupa: 2004
  - Portugál szuperkupa: 2004